# دونالد سرون
دونالد سرون (انگلیسی: Donald Cerrone؛ زادهٔ ۲۹ مارس ۱۹۸۳) با نام مستعار کابوی (انگلیسی: Cowboy) بوکسور حرفه‌ای سابق، مبارز هنرهای رزمی ترکیبی، کیک‌بوکسر حرفه‌ای و بازیگر اهل ایالات متحده آمریکا است.
از فیلم‌ها یا برنامه‌های تلویزیونی که وی در آن نقش داشته است می‌توان به محرمانه اسپنسر، کماندو، جای استخوان‌ها و در تاریکی اشاره کرد.

## اوایل زندگی
سرونه در دنور، کلرادو با اصالت ایرلندی و ایتالیایی به دنیا آمد. در آن زمان، در او اختلال کم‌توجهی تشخیص داده شد، اما هرگز اقدامات درمانی لازم صورت نگرفت. هنگامی که سرون بزرگ‌تر شد، به دلیل دعواهای خیابانی و بازداشت شدن، به عنوان یک «کودک مشکل‌دار» تلقی می‌شد. وقتی سرون حدود ۱۶ سال داشت والدینش از رفتار او خسته شده بودند و او را فرستادند تا با مادربزرگ پدری اش جری سرون زندگی کند. دونالد ادعا کرد که مادربزرگش جری او را با آغوش باز پذیرفته است. او گاهی اوقات دونالد و دوستانش را پس از دعوا از زندان آزاد می‌کرد و به گفته خود سرون، صبح روز بعد از درگیری فقط به گفتن جمله «می دانی چه کار کردی» اکتفا می‌کرد.
سرون در دبیرستان نیروی هوایی تحصیل کرد و در آنجا گاوبازی حرفه ای را آغاز کرد. سرون در سن ۲۰ سالگی به توصیه یکی از دوستانش شروع به تمرین در رشته‌های کیک‌بوکسینگ و بعد از آن موای تای کرد. سرون پس از پیروزی در چند مسابقه کیک‌بوکسینگ، شروع به فعالیت حرفه ای در هنرهای رزمی ترکیبی (ام‌ام‌ای) کرد.

## هنرهای رزمی ترکیبی
سرون فعالیت خود را در کامرس سیتی در باشگاهی به نام مبارزان آزادی (انگلیسی: Freedom Fighters) آغاز کرد. در سال ۲۰۰۶، سرون تمرینات خود را با جان جونز، رشاد ایوانز، ناتان مارکوارت، کیث ژاردین، ژرژ سنت پیر، لئونارد گارسیا، تام واتسون و سایر مبارزان ماهر ام‌ام‌ای در مدرسه هنرهای رزمی گایدوجوتسو زیر نظر گرگ جکسون در نیو مکزیکو آغاز کرد.

### ورلد اکسترم کیج‌فایتینگ

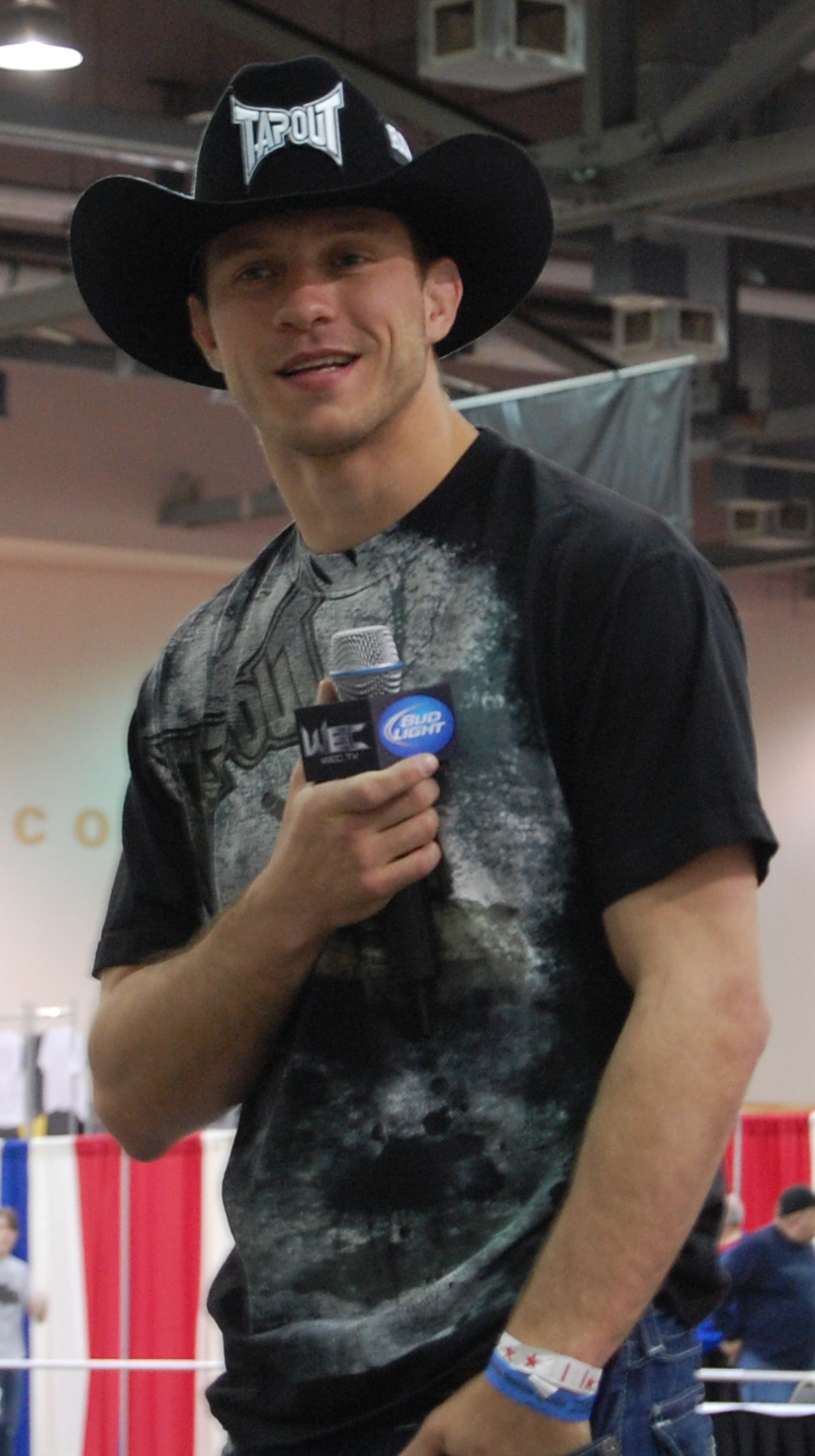
سرون در سال ۲۰۱۰

سرون برای مبارزه با دابلیوای‌سی (ورلد اکسترم کیج‌فایتینگ؛ انگلیسی: World Extreme Cagefighting) قرارداد بست. اولین مبارزه او در برابر کنت الکساندر بود. او توانست در ثانیه ۵۶ دور اول مبارزه، حریفش را وادار به تسلیم کند، اما زمانی که آزمایش هیدروکلروتیازید سرون مثبت بود، داوران رقابت را بدون برنده اعلام کردند.
سرون قرار بود با ریچ کرانکیلتون روبرو شود، اما کرانکیلتون به دلیل مصدومیت از فرایند مسابقه خارج شد و دنی کاستیو جایگزین آن شد. سرون در دور اول مبارزه از طریق آرمبار (؛ جوجی گاتامه) پیروز شد.
بعد از آن سرون در ۵ نوامبر ۲۰۰۸ در با راب مک کالو روبرو شد. او در این مبارزه با تصمیم داوران پیروز شد. هر دو طرف رقابت جایزه مبارزه شب (انگلیسی: Fight of the Night) را دریافت کردند.
در ۲۵ ژانویه ۲۰۰۹، سرون با قهرمان سبک‌وزن مسابقات، جیمی وارنر، مبارزه کرد. این مبارزه بسیار رقابتی و نفس‌گیر بود و برنده جایزه مبارزه شب شد. در دور پنجم رقابت، زمانی که وارنر بر روی زمین بود، سرون با زانو به شقیقه وارنر ضربه زد و باعث شد که مبارزه پیش از موعد متوقف شود. به وارنر زمان داده شد تا خودش را بازیابی کند، اما او نتوانست ادامه دهد و اذعان کرد دچار اختلال دوبینی و شکستگی دست شده.
سرون دوباره قرار بود در ۷ ژوئن ۲۰۰۹ به مصاف ریچ کرانکیلتون برود، اما کرانکیلتون به دلیل مصدومیت از رقابت خارج شد و جیمز کراوز جایگزین آن شد. کراوز در راند اول، تسلیم شد و سرون پیروز اعلام شد.
سرون و وارنر با یک مسابقه مجدد موافقت کرده بودند، اما وارنر به دلیل آسیب دیدگی دستش نتوانست مجوز پزشکی دریافت کند. سرون با بنسون هندرسون برای قهرمانی سبک‌وزن در ۱۰ اکتبر ۲۰۰۹ در سن آنتونیو، تگزاس مبارزه کرد که در نهایت، با رأی داوران، سرون شکست خورد. به هر دو مبارز جایزه مبارزه شب اهدا شد. سرون از هندرسون به عنوان «جهنم یک مبارز» تعریف و تمجید کرد و پذیرفت که او برای اقدام کردن کند بوده است.
Cerrone در ۱۹ دسامبر ۲۰۰۹ در رویداد اصلی WEC 45 با اد رتکلیف روبرو شد. سرون در مرحله سوم ارسالی، رتکلیف را شکست داد. این مسابقه همچنین افتخارات Cerrone Fight of the Night را کسب کرد.
سرون در ۲۴ آوریل ۲۰۱۰ با بنسون هندرسون در یک مسابقه مجدد به رقابت پرداخت. سرون از طریق تکنیک گیوتین چوک در دور اول شکست خورد.
سرون در ۳۰ سپتامبر ۲۰۱۰ در با جیمی وارنر روبرو شد. او در این مبارزه با تصمیم داوران در هر سه دور مبارزه پیروز شد. در بین راندها و همچنین در پایان مبارزه، ضربات و فحاشی‌های زیادی توسط هر دو مبارز رد و بدل شد. سرون اعلام کرد که مایل است یک مسابقه مجدد در آریزونا، ایالت محل زندگی حریفش وارنر انجام دهد تا یک بار برای همیشه حسابشان را با یکدیگر تسویه کنند. این مسابقه موفق به کسب جایزه مبارزه شب شد.
سرون در ۱۶ دسامبر ۲۰۱۰ در با کریس هورودکی روبرو شد. سرون با تکنیک چوک مثلثی (سانکاکو جیمه) موفق به تسلیم کردن حریفش شد.